# Munnopsurus longipes
Munnopsurus longipes är en kräftdjursart som först beskrevs av Tattersall 1905.  Munnopsurus longipes ingår i släktet Munnopsurus och familjen Munnopsidae. Inga underarter finns listade i Catalogue of Life.